# Interstate 195 (Rhode Island-Massachusetts)
Pour les articles homonymes, voir Interstate 195.
L'Interstate 195 (I-195) est une autoroute auxiliaire parcourant 44,55 miles (71,70 km) dans le Rhode Island et au Massachusetts. Elle relie l'I-95 à Providence, Rhode Island et l'I-495 / Route 25 à l'est, à Wareham, Massachusetts. Elle passe par les villes de Fall River et de New Bedford au Massachusetts.
L'I-195 offre un lien autoroutier direct vers le Cap Cod depuis le Rhode Island et, via l'I-95, depuis New York et le Connecticut également.

## Description du tracé
|       | mi    | km    |
| ----- | ----- | ----- |
| RI    | 3,82  | 6,15  |
| MA    | 40,73 | 65,55 |
| Total | 44,55 | 71,70 |

### Rhode Island
L'I-195 débute à un échangeur avec l'I-95 près de la rivière Providence. La US 6 forme un multiplex avec l'I-195. L'autoroute passe au sud et à l'est du centre-ville. Elle croise la US 44, avec laquelle elle forme un multiplex, et la US 1A. Elle traverse la rivière Seekonk et entre à East Providence. La US 44 quitte le multiplex. Elle croise d'autres rues locales de East Providence et la US 6 quitte ensuite le multiplex. L'I-195 atteint la frontière avec le Massachusetts après avoir parcouru 3,82 miles (6,15 km) dans l'État.

### Massachusetts
L'I-195 entre dans le Massachusetts à Seekonk. Elle se dirige vers le sud-est en longeant la US 6. Au nord de Ocean Grove, elle croise cette route. Elle continue vers le sud-est et atteint Fall River. En quittant la ville, l'I-195 bifurque vers l'est. Elle atteint New Bedford, après quoi elle s'oriente vers le nord-est. Au nord-ouest de Wareham, l'I-195 rencontre le terminus sud de l'I-495. C'est également le terminus est de l'I-195.

## Liste des sorties
| Interstate 195                                         |                 |       |       |                                                 |                                                                        |                                                                                             |
| Comté                                                  | Municipalité    | mi    | km    | Sortie                                          | Intersections / Destinations                                           | Notes                                                                                       |
| Providence, RI                                         | Providence      | 0,00  | 0,00  |                                                 | I-95 nord / US 6 ouest – Boston                                        | Terminus ouest du multiplex avec US 6; sortie 36A de l'I-95                                 |
| Providence, RI                                         | Providence      | 0,40  | 0,64  | 1A                                              | Point Street                                                           | Sortie direction ouest, entrée direction est                                                |
| Providence, RI                                         | Providence      | 0,80  | 1,29  | 1B                                              | I-95 sud / Eddy Street – New York                                      | Sortie direction ouest, entrée direction est                                                |
| Providence, RI                                         | Providence      | 1,00  | 1,61  | Providence River Bridge                         | Providence River Bridge                                                | Providence River Bridge                                                                     |
| Providence, RI                                         | Providence      | 1,10  | 1,77  | 1A                                              | Gano Street / India Street                                             | Sortie direction est, entrée direction ouest                                                |
| Providence, RI                                         | Providence      | 1,30  | 2,09  | 1C                                              | US 44 ouest / US 1A sud (S. Main Street)                               | Terminus ouest du multiplex avec US 44 / US 1A; sortie direction ouest seulement            |
| Providence, RI                                         | Providence      | 1,30  | 2,09  | 1C                                              | US 44 / US 1A (S. Water Street)                                        | Terminus ouest du multiplex avec US 44 / US 1A; entre direction est seulement               |
| Providence, RI                                         | Providence      | 1,50  | 2,41  | 1D                                              | Gano Street – India Point                                              | Sortie et entrée en direction ouest                                                         |
| Providence, RI                                         | Providence      | 1,60  | 2,57  | Pont Washington au-dessus de la rivière Seekonk | Pont Washington au-dessus de la rivière Seekonk                        | Pont Washington au-dessus de la rivière Seekonk                                             |
| Providence, RI                                         | East Providence | 1,80  | 2,90  | 1E                                              | Waterfront Avenue                                                      | Sortie direction ouest proposée                                                             |
| Providence, RI                                         | East Providence | 1,80  | 2,90  | 1B-C                                            | US 44 est (Taunton Avenue) / Riverside                                 | Terminus est du multiplex avec US 44; sortie direction est, entrée direction ouest          |
| Providence, RI                                         | East Providence | 1,90  | 3,06  | 1D                                              | Route 103 (en) est (Warren Avenue)                                     | Sortie direction est, entrée direction ouest                                                |
| Providence, RI                                         | East Providence | 2,40  | 3,86  | 2                                               | Vers Route 103 (en) / US 44 – East Providence                          | Sortie et entrée en direction ouest                                                         |
| Providence, RI                                         | East Providence | 3,10  | 4,99  | 2A                                              | Warren Avenue / Broadway / Pawtucket Avenue                            | Sortie et entrée en direction est                                                           |
| Providence, RI                                         | East Providence | 3,30  | 5,31  | 2B                                              | East Shore Expressway vers Route 114 (en) sud – Barrington             | Sortie et entrée en direction est                                                           |
| Providence, RI                                         | East Providence | 3,50  | 5,63  | 2C                                              | US 6 est vers US 1A / Route 114 (en) nord (Pawtucket Avenue) – Seekonk | Terminus est du multiplex avec US 6 / US 1A; sortie direction est, entrée direction ouest   |
| Rivière Runnins                                        | Rivière Runnins | 4,30  | 6,92  | Frontière Rhode Island–Massachusetts            | Frontière Rhode Island–Massachusetts                                   | Frontière Rhode Island–Massachusetts                                                        |
| Rivière Runnins                                        | Rivière Runnins | 0,00  | 0,00  | Frontière Rhode Island–Massachusetts            | Frontière Rhode Island–Massachusetts                                   | Frontière Rhode Island–Massachusetts                                                        |
| Bristol, MA                                            | Seekonk         | 0,58  | 0,94  | 1                                               | Route 114A (en) – Seekonk, Barrington                                  |                                                                                             |
| Bristol, MA                                            | Swansea         | 4,62  | 7,44  | 5                                               | Route 136 (en) sud – Warren, Newport                                   |                                                                                             |
| Bristol, MA                                            | Swansea         | 7,47  | 12,02 | 8                                               | US 6 vers Route 118 (en) – Swansea                                     |                                                                                             |
| Bristol, MA                                            | Somerset        | 9,85  | 15,85 | 10                                              | Route 103 (en) /Lee's River Avenue – Somerset, Ocean Grove             | Indiqué sortie 10A (ouest) et 10B (est) en direction ouest                                  |
| Bristol, MA                                            | Rivière Taunton |       |       | Pont Mémorial Charles M. Braga Jr.              | Pont Mémorial Charles M. Braga Jr.                                     | Pont Mémorial Charles M. Braga Jr.                                                          |
| Bristol, MA                                            | Fall River      | 11,98 | 19,29 | 11                                              | Route 79 (en) nord / Route 138 (en) – Taunton, Tiverton                |                                                                                             |
| Bristol, MA                                            | Fall River      | 12,44 | 20,02 | 12                                              | Hartwell Street                                                        | Sortie en direction est seulement                                                           |
| Bristol, MA                                            | Fall River      | 12,44 | 20,02 | 12                                              | Pleasant Street                                                        | Sortie et entrée direction ouest                                                            |
| Bristol, MA                                            | Fall River      | 12,71 | 20,46 | 13                                              | Route 81 (en) sud (Plymouth Avenue)                                    |                                                                                             |
| Bristol, MA                                            | Fall River      | 13,77 | 22,16 | 14A                                             | Route 24 (en) sud – Tiverton, Newport                                  | Terminus ouest du multiplex avec Route 24                                                   |
| Bristol, MA                                            | Fall River      | 14,61 | 23,51 | 14B                                             | Route 24 (en) nord – Taunton, Boston                                   | Terminus est du multiplex avec Route 24                                                     |
| Bristol, MA                                            | Westport        | 15,35 | 24,71 | 15                                              | Sanford Road – North Westport                                          | Sortie en direction est seulement                                                           |
| Bristol, MA                                            | Westport        | 16,34 | 26,30 | 16                                              | Route 88 (en) sud vers US 6 – Horseneck Beach                          |                                                                                             |
| Bristol, MA                                            | Dartmouth       | 19,43 | 31,27 | 19                                              | Reed Road – Hixville, Dartmouth                                        | Indiqué sortie 19A (sud) et 19B (nord) en direction ouest                                   |
| Bristol, MA                                            | Dartmouth       | 21,98 | 35,37 | 22                                              | Faunce Corner Road / Faunce Corner Mall Road – North Dartmouth         | Indiqué sortie 22A (Faunce Corner Mall Road) et 22B (Faunce Corner Road) en direction ouest |
| Bristol, MA                                            | New Bedford     | 23,73 | 38,26 | 24                                              | Route 140 (en) vers US 6 – New Bedford, Dartmouth, Taunton             | Indiqué sortie 24A (sud) et 24B (nord)                                                      |
| Bristol, MA                                            | New Bedford     | 24,63 | 39,63 | 25                                              | Penniman Street                                                        | Sortie direction est, entrée direction ouest                                                |
| Bristol, MA                                            | New Bedford     | 25,09 | 40,37 | 26                                              | Route 18 (en) sud – Centre-ville de New Bedford                        | Pas d'accès à Route 18 nord ou depuis Route 18 sud                                          |
| Bristol, MA                                            | New Bedford     | 25,37 | 40,82 | 27                                              | Washburn Street                                                        | Sortie et entrée direction est                                                              |
| Bristol, MA                                            | New Bedford     | 25,63 | 41,25 | 28                                              | Coggeshall Street                                                      | Sortie et entrée direction ouest                                                            |
| Bristol, MA                                            | Fairhaven       | 27,25 | 43,86 | 29                                              | Route 240 (en) sud – Fairhaven                                         |                                                                                             |
| Plymouth, MA                                           | Mattapoisett    | 30,92 | 49,75 | 31                                              | Mattapoisett, North Rochester                                          | Indiqué sortie 31A (Mattapoisett) et 31B (North Rochester)                                  |
| Plymouth, MA                                           | Marion          | 35,13 | 56,54 | 35                                              | Route 105 (en) – Marion, Rochester                                     |                                                                                             |
| Plymouth, MA                                           | Wareham         | 39,23 | 63,14 | 39                                              | Route 28 (en) – Wareham, South Middleboro                              |                                                                                             |
| Plymouth, MA                                           | Wareham         | 39,91 | 64,23 | 40A                                             | Route 25 (en) est – Cap Cod                                            |                                                                                             |
| Plymouth, MA                                           | Wareham         | 39,93 | 64,26 | 40B                                             | I-495 nord – Marlboro                                                  | Terminus sud de l'I-495                                                                     |
| - Terminus de multiplex - Accès incomplet - Non-ouvert |                 |       |       |                                                 |                                                                        |                                                                                             |